# Siedziba Narodowej Orkiestry Symfonicznej Polskiego Radia w Katowicach
Siedziba Narodowej Orkiestry Symfonicznej Polskiego Radia w Katowicach – budynek położony przy placu W. Kilara 1 w Katowicach, w dzielnicy Bogucice. Gmach ten jest siedzibą Narodowej Orkiestry Symfonicznej Polskiego Radia w Katowicach i stanowi jeden z obiektów katowickiej Strefy Kultury, na którą składa się także Międzynarodowe Centrum Kongresowe w Katowicach i Muzeum Śląskie w Katowicach.
Gmach ten powstał na terenach po dawnym składzie drewna Kopalni Węgla Kamiennego „Katowice”, a jego oficjalne otwarcie nastąpiło 1 października 2014 roku. Został on zaprojektowany przez związanego z regionem architekta – Tomasza Koniora, który w architekturze gmachu nawiązał do górnośląskiego dziedzictwa i architektury kolonii robotniczej Nikiszowiec. Gmach ten uzyskał szereg nagród i wyróżnień branży architektonicznej.
Siedziba Narodowej Orkiestry Symfonicznej Polskiego Radia w Katowicach w momencie otwarcia była największym kompleksem koncertowo-nagraniowym na terenie Polski, a w 2019 roku dołączyła do grona European Concert Hall Organisation, zrzeszającego renomowane europejskie sale koncertowe. Od momentu otwarcia stał się bardzo popularnym miejscem kultury muzycznej w Katowicach, a w salach koncertowych gmachu NOSPR-u występowało szereg szanowanych i renomowanych artystów i zespołów muzycznych.

## Lokalizacja
Siedziba Narodowej Orkiestry Symfoniczna Polskiego Radia w Katowicach znajduje się przy placu Wojciecha Kilara 1, w granicach dzielnicy Bogucice, w południowo-zachodniej części dzielnicy, przy granicy z Koszutką i Śródmieściem.
Nowa siedziba NOSPR-u znajduje się w katowickiej Strefie Kultury, w sąsiedztwie siedziby Muzeum Śląskiego w Katowicach, Międzynarodowego Centrum Kongresowego oraz Hali Widowiskowo-Sportowej „Spodek”. Siedzibę NOSPR-u z gmachem Międzynarodowego Centrum Kongresowego i „Spodkiem” łączy kładka. Razem z innymi obiektami Strefy Kultury gmach NOSPR-u tworzy strefę wysokiej klasy budynków służących edukacji, kulturze i organizacji wydarzeń masowych. Budynki te dzielą ze sobą infrastrukturę techniczną oraz tereny zielone.
Gmach ten wzniesiono na terenach pokopalnianych, w sąsiedztwie drogi nadziemnej i podziemnej, na terenach pomiędzy ulicami: T. Dobrowolskiego i H.M. Góreckiego oraz alejami: W. Korfantego i W. Roździeńskiego.
Wzdłuż pobliskiej alei W. Korfantego biegnie linia tramwajowa, przy której znajduje się przystanek tramwajowy ZTM Katowice Rondo oddalony około 300 metrów od głównego wejścia do siedziby NOSPR-u. Z tego przystanku w październiku 2022 roku odjeżdżało 10 linii tramwajowych, łączących bezpośrednio część dzielnic Katowic (Dąb, Brynów cz. wsch.-Os. Zgrzebnioka, Koszutka, Osiedle Tysiąclecia, Śródmieście, Wełnowiec-Józefowiec i Zawodzie) z gmachem NOSPR-u, a także miasta: Bytom, Chorzów, Siemianowice Śląskie i Świętochłowice.
Około 20 metrów na południe od gmachu funkcjonuje, położony przy alei W. Roździeńskiego, przystanek autobusowy Katowice Strefa Kultury NOSPR. Na początku października 2022 roku z przystanku odjeżdżało około 20 linii autobusowych, które łączyły bezpośrednio gmach NOSPR-u z innymi dzielnicami Katowic (w tym z: Dąbrówką Małą, Dębem, Giszowcem, Janowem-Nikiszowcem, Koszutką, Murckami, Osiedlem Tysiąclecia, Szopienicami-Burowcem, Śródmieściem, Wełnowcem-Józefowcem i Zawodziem) i miastami, m.in.: Będzin, Dąbrowa Górnicza, Mysłowice, Siemianowice Śląskie, Sosnowiec i Siewierz.
Na parkingu obok NOSPR-u działa stacja rowerów miejskich Metrorower nr 27704.

## Historia

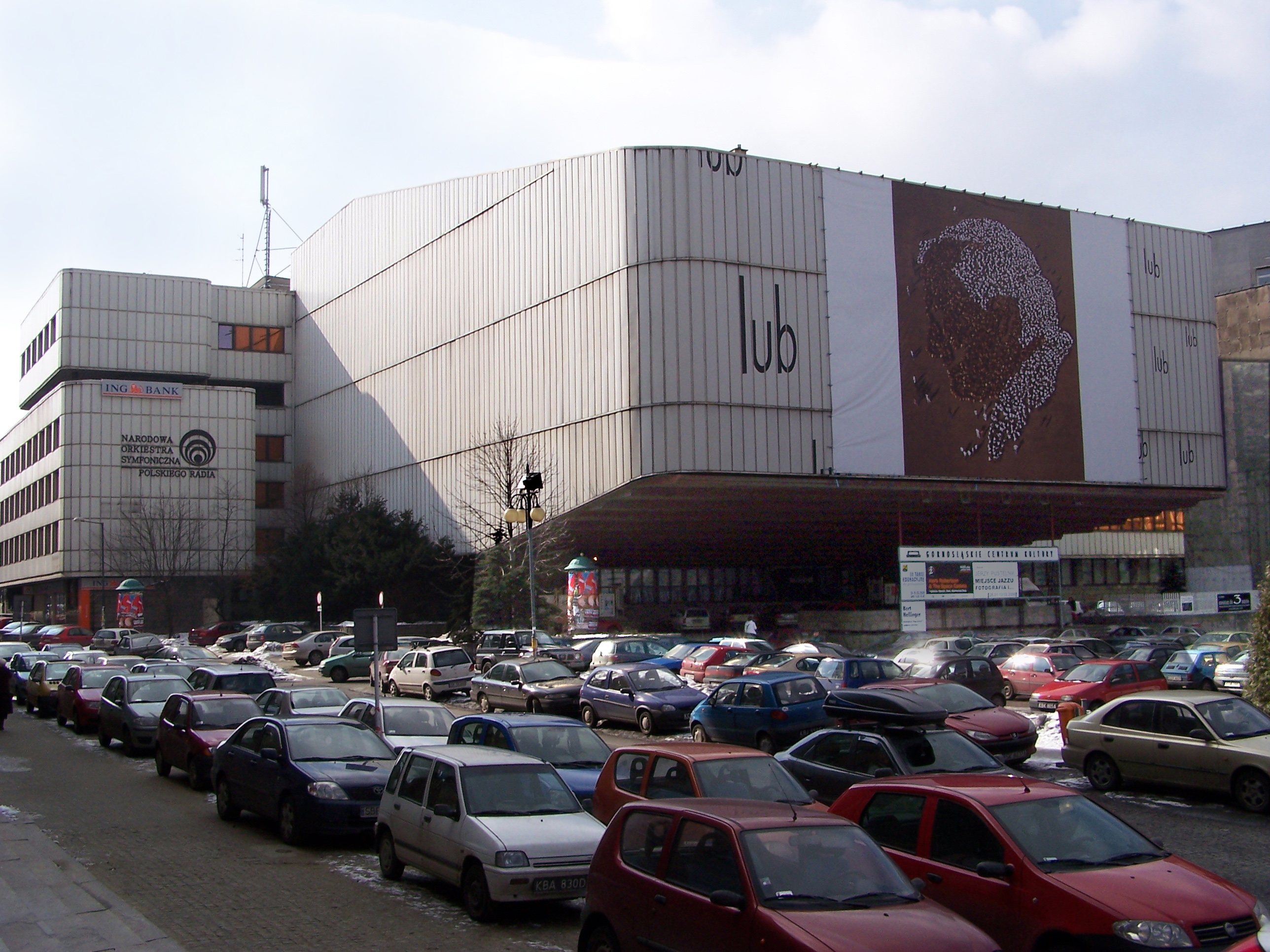
Gmach tzw. Dezember Palastu przy placu Sejmu Śląskiego 2 w 2009 roku – ówczesna siedziba Narodowej Orkiestry Symfonicznej Polskiego Radia w Katowicach; po lewej stronie na elewacji gmachu logo orkiestry

Nowa siedziba NOSPR-u była odpowiedzią na braki lokalowe, które towarzyszyły Narodowej Orkiestrze Symfonicznej Polskiego Radia w Katowicach od czasu jej reaktywacji w 1945 roku. Przed wybudowaniem gmachu przy placu W. Kilara orkiestra miała swoją siedzibę na jednym z pięter gmachu tzw. Dezember Palastu przy placu Sejmu Śląskiego 2, który nie spełniał warunków koncertowych ani nagraniowych, a o konieczności postawienia nowej sali dyskutowano przez wiele lat. W siedzibie przy placu Sejmu Śląskiego muzycy nie słyszeli się wzajemnie, gdyż salę zbudowano tak, żeby widownia świetnie słyszała muzyków, lecz muzycy nie słyszeli brzmienia orkiestry. Ostatni koncert w siedzibie ówczesnego Centrum Kultury Katowice Narodowa Orkiestra Symfoniczna Polskiego Radia w Katowicach odegrała 13 czerwca 2013 roku.

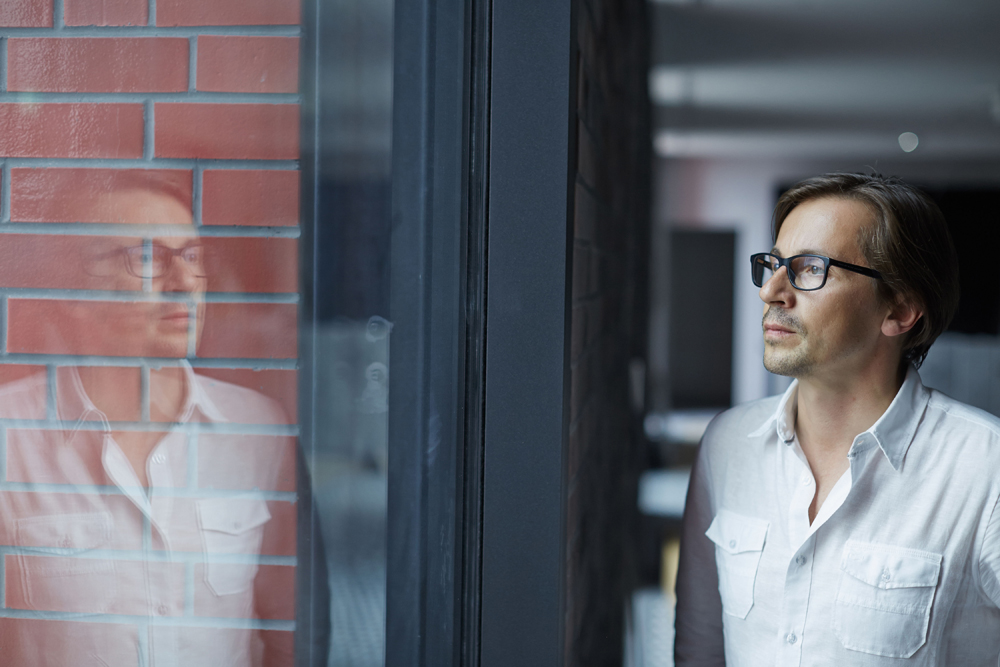
Tomasz Konior – projektant gmachu NOSPR-u; zdjęcie wykonane wewnątrz atrium gmachu NOSPR-u

W 2008 roku ogłoszono międzynarodowy konkurs architektoniczny na projekt gmachu NOSPR-u. Konkurs ten zorganizowało miasto Katowice wraz z warszawskim i katowickim SARP-em. Na konkurs wpłynęło łącznie 17 prac z polskich i zagranicznych biur projektowych. Przy projektowaniu nowej siedziby NOSPR-u wymagano uwzględnienia specyficznego kontekstu, gdyż gmach ten miał stanąć na rozległej działce na wschód od „Spodka”, przy jednej z głównych ulic Katowic – alei W. Roździeńskiego, na terenach poprzemysłowych. Gmach NOSPR-u powstał na terenie po dawnym placu drzewnym Kopalni Węgla Kamiennego „Katowice”, którą zlikwidowano w 1999 roku.
Międzynarodowy konkurs rozstrzygnięto 15 grudnia 2008 roku, w którym pierwszą nagrodę otrzymał związany z regionem architekt Tomasz Konior. Miał on już doświadczenie związane z obiektami związanymi z muzyką – w 2007 roku otwarto zaprojektowane przez niego nowe skrzydło Akademii Muzycznej im. K. Szymanowskiego w Katowicach – Centrum Nauki i Edukacji Muzycznej „Symfonia”, które zostało nagrodzone przez szereg nagród. Dodatkowo w pracowni Tomasza Koniora cztery lata wcześniej powstał projekt nowej aranżacji wnętrz zabytkowego gmachu Akademii Muzycznej.
W październiku 2010 roku podjęto decyzję o dofinansowaniu budowy nowej siedziby Narodowej Orkiestry Symfonicznej Polskiego Radia w Katowicach ze środków Unii Europejskiej w kwocie ponad 122 mln złotych, zaś w czerwcu 2011 roku poinformowano o udzieleniu pożyczki miastu Katowice z Europejskiego Banku Inwestycyjnego w kwocie 254,2 mln złotych na sfinansowanie obiektów kultury na terenach postindustrialnych, w tym na siedzibę NOSPR-u.

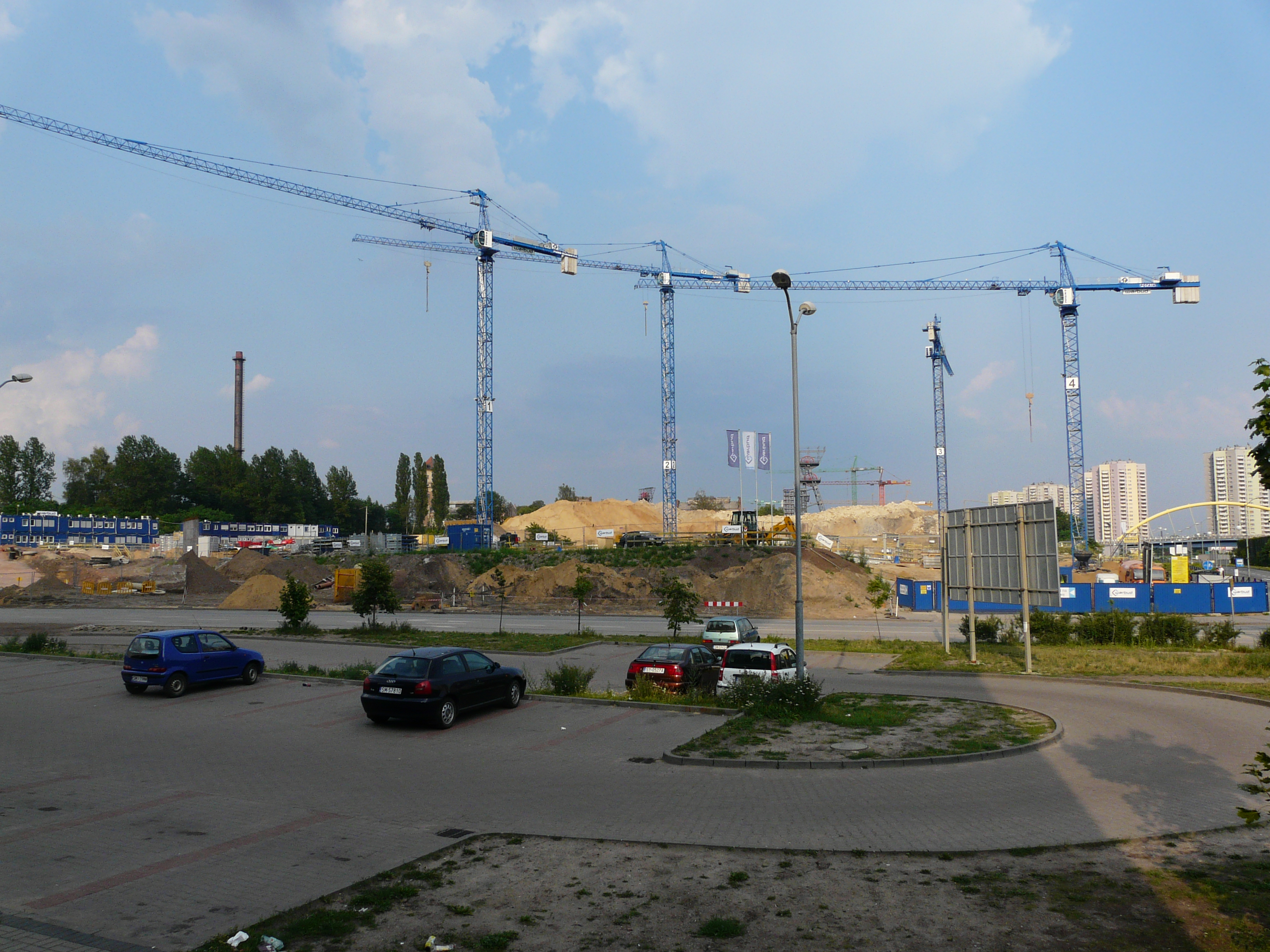
Budowa gmachu NOSPR-u w połowie lipca 2012 roku; widok od strony zachodniej

W lutym 2011 roku zostało ogłoszone postępowanie przetargowe na budowę gmachu NOSPR-u. Do złożenia oferty cenowej w przetargu na budowę zostały zaproszone cztery podmioty. Na krótkiej liście według informacji z września 2011 roku znalazły się: konsorcjum firmy Hydrobudowa Polska z hiszpańskim OHL, konsorcjum Mostostalu Warszawa z firmami Karmar, Bouygues Batiment International oraz Acciona Infraestructuras, konsorcjum firmy Warbud z LTT i Przedsiębiorstwem Wielobranżowym Ebud-Przemysłówka, a także Polimex-Mostostal. Najtańszą ofertę złożyło konsorcjum z liderem – firmą Warbud, którego oferta opiewała na kwotę 191 mln zł netto, zaś drugą najtańszą złożyło konsorcjum Mostostalu Warszawa z Karmar, Bouygues Batiment International oraz Acciona Infraestructuras. Kosztorys inwestorski opiewał na kwotę 201,8 mln zł netto. Warszawska firma Warbud została w grudniu 2011 roku wybrana w przetargu na budowę nowej siedziby NOSPR-u.
W dniu 13 lutego 2012 roku została podpisana umowa pomiędzy prezydentem Katowic Piotrem Uszokiem a generalnym wykonawcą – firmą Warbud na budowę gmachu Narodowej Orkiestry Symfonicznej Polskiego Radia w Katowicach. Wówczas to jej oddanie do użytku zaplanowano na 13 października 2013 roku.
W międzyczasie, w połowie czerwca 2011 roku w holu katowickiego wieżowca Altus stanął model akustyczny sali koncertowej NOSPR-u. Powstał on w Aleksandrowie Łódzkim celem badania akustycznego nowo budowanej sali, zaś w Altusie stanął on w związku ze staraniami miasta Katowice o tytuł Europejskiej Stolicy Kultury 2016, a prezentacji modelu towarzyszyła wystawa wizualizacji budowanego gmachu NOSPR-u.

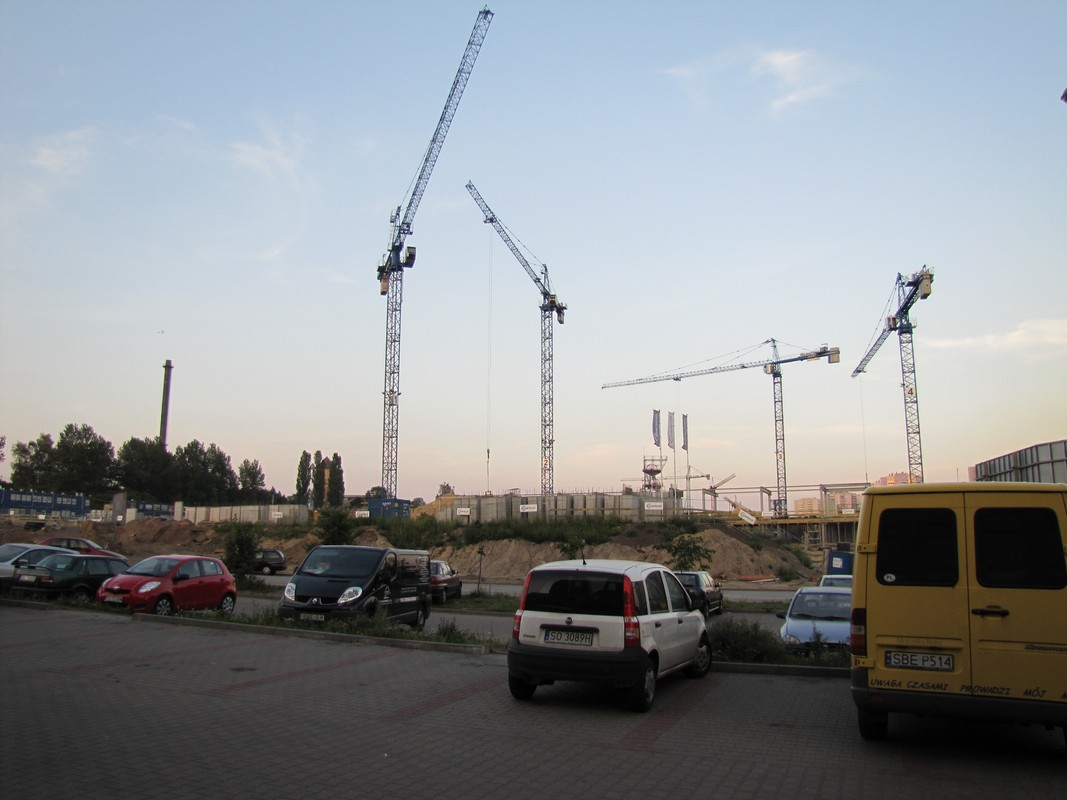
Budowa siedziby NOSPR-u na początku sierpnia 2012 roku

W dniu 6 czerwca 2012 roku wmurowano kamień węgielny pod budowę nowej siedziby NOSPR-u. Do sierpnia 2012 roku zakończono budowę wszystkich ścian, słupów i stropów kondygnacji podziemnej, zaś w części nadziemnej gotowe były ściany i słupy wokół Wielkiej Sali Koncertowej, a także trwał montaż konstrukcji stalowej i stropu nad drugim piętrem wokół sali. W grudniu 2012 roku wzniesione były już ściany zewnętrznej części NOSPR-u do wysokości czwartej kondygnacji. Na zachodniej ścianie trwał natomiast montaż szklanej części elewacji. W tym czasie w prace budowlane zaangażowanych było około 300 osób.
W lutym 2013 roku trwały prace nad montażem elementów dachu Wielkiej Sali Koncertowej o łącznej wadze ponad 300 ton – montowano wówczas dźwigary, których zaplanowano łącznie jedenaście. Do tego czasu gotowe były pofalowane ściany Wielkiej Sali Koncertowej, które powstały przy użyciu gumowych szalunków. W Sali Kameralnej do tego czasu zakończono roboty konstrukcyjne, zaś na poziomie -1 kończono prace instalacyjne. Trwały także prace nad montażem okien – po stronie północnej i południowej, a także częściowo po stronie zachodniej prace te były już ukończone. W dniu 12 kwietnia 2013 roku na dachu siedziby NOSPR-u zawisła wiecha, zaś w Wielkiej Sali Koncertowej z tej okazji odbył się pierwszy koncert. W tym okresie ukończono prace żelbetowe, a także rozpoczęto prace przy montażu warstw izolacyjnych.
Do listopada 2013 roku ukończono prace nad montażem cegieł na elewacji gmachu, a teren wokół gmachu powoli zaczęto porządkować. W ramach tych prac sadzono drzewa i montowano elementy małej architektury, zaś we wnętrzach trwały prace wykończeniowe. W tym czasie montowano balkony w Wielkiej Sali Koncertowej, zakończono prace nad montażem sufitu i plafonu, zaś w Sali Kameralnej kończono prace okładzinowe ścian i sufitów. W zewnętrznym pierścieniu gmachu w tym czasie także trwały prace wykończeniowe, a we wszystkie prace wykończeniowe na tym etapie zaangażowanych było około 500 osób.

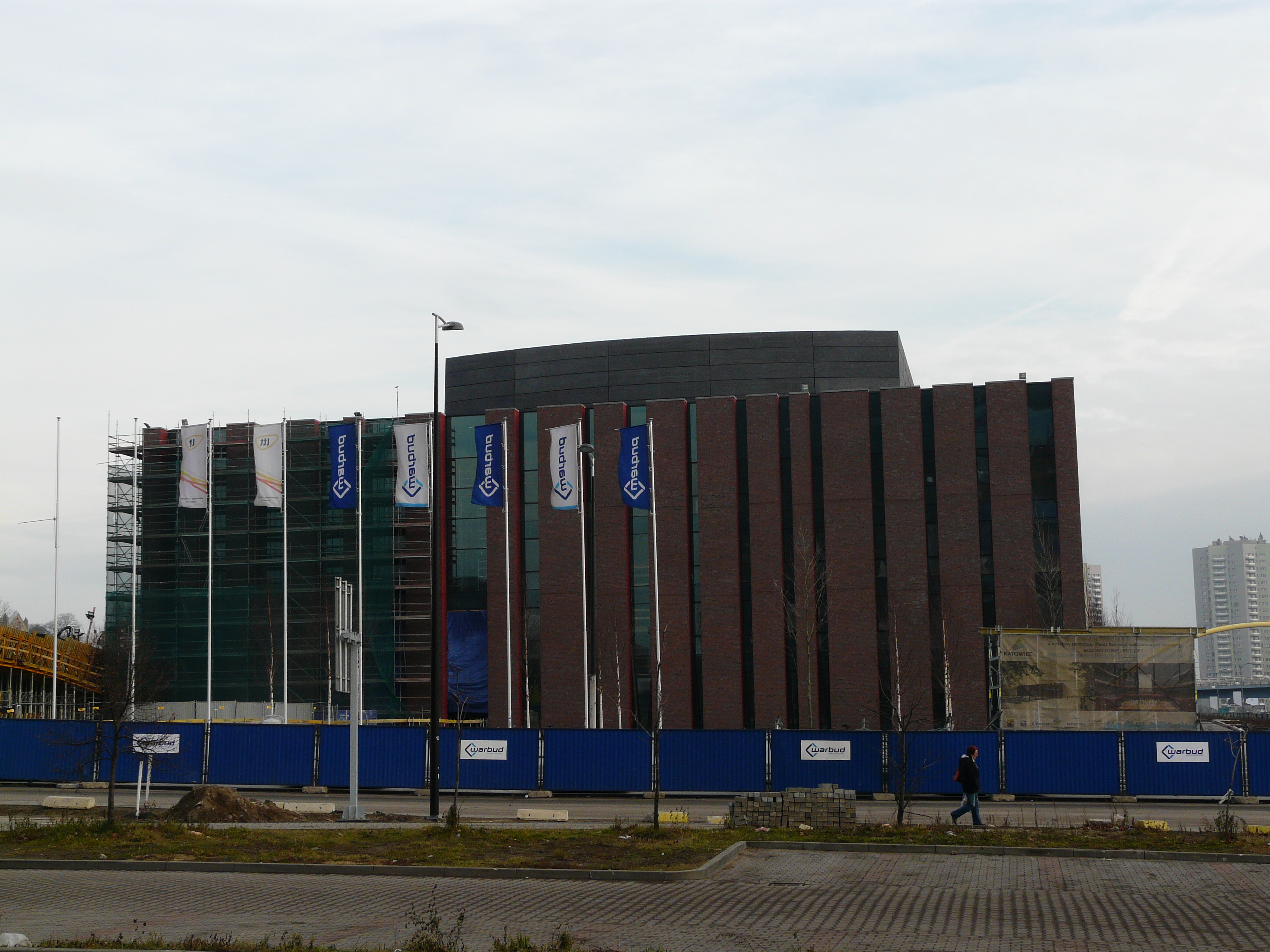
Budowa gmachu NOSPR-u pod koniec 2013 roku; widok od frontu

W sierpniu 2014 roku budowa nowej siedziby NOSPR-u zmierzała już do końca. Wewnątrz trwał montaż ostatnich elementów wyposażenia i sprawdzano akustykę Wielkiej Sali Koncertowej. Wszelkie prace budowlane w obiekcie ukończono jeszcze w tym samym miesiącu. Ekipy budowlane opuściły plac budowy gmachu 25 sierpnia 2014 roku, a nową siedzibę gmachu przekazano Narodowej Orkiestrze Symfonicznej Polskiego Radia w Katowicach.
Całkowity koszt prac związanych z budową siedziby Narodowej Orkiestry Symfonicznej Polskiego Radia w Katowicach, w tym postawienie nowego gmachu, opracowanie dokumentacji projektowej, przeprowadzenie nadzorów autorskich, inwestorskich, akustycznych, wykonanie nasadzeń drzew, przeprowadzenie prac przy przekładce uzbrojenia podziemnego i budowie nowych przyłączy, a także instalacja drenaży i wyposażenie sali, wynosił 333 160 737,84 zł.
Uroczyste otwarcie nowej siedziby Narodowej Orkiestry Symfonicznej Polskiego Radia w Katowicach odbyło się z okazji Międzynarodowego Dnia Muzyki, w dniu 1 października 2014 roku. Inaugurację uroczystości uświetnił koncert, podczas którego zostały odegrane utwory kompozytorów współpracujących w czasie swojej kariery z NOSPR-em: Witolda Lutosławskiego, Krzysztofa Pendereckiego, Henryka Mikołaja Góreckiego oraz Wojciecha Kilara. Podczas drugiej części koncertu wystąpił zaś jeden z najwybitniejszych polskich muzyków – Krystian Zimerman. Jest to też pierwszy nowy obiekt, który zaczął funkcjonować w ramach katowickiej Strefy Kultury.
Nowa siedziba NOSPR-u stała się obiektem popularnym, a przyciąga do niego zarówno architektura budynku i jego wnętrza, jak i też różnorodność wydarzeń tutaj organizowanych. Pod względem sprzedaży abonamentów, w 2014 roku sprzedano ich o 300% więcej aniżeli do koncertów organizowanych w starej siedzibie NOSPR-u. Urozmaicony program przyciąga zarówno mieszkańców Katowic i województwa śląskiego, ale i też słuchaczy z innych regionów.
Od czasu inauguracji gmach NOSPR-u był miejscem organizacji licznych wydarzeń muzycznych, w tym m.in.: festiwalu Tauron Nowa Muzyka, Fryderyków – Gali Muzyki Poważnej, projektu Katowice Kultura Natura czy festiwalu Prawykonań Polskiej Muzyki Najnowszej. W gmachu koncertowały takie renomowane orkiestry filharmoniczne, jak m.in.: Wiener Philharmoniker i London Symphony Orchestra, zespoły i chóry: Camerata Silesia, Take 6 i SBB czy uznani muzycy, jak: Bruce (Xiaoyu) Liu, Andrea Bocelli, Jimek, Krystian Zimerman, Piotr Beczała czy Piotr Anderszewski.
W gmachu także organizowano bądź współorganizowano inne wydarzenia, w tym: galę Business Center Club czy Międzyuczelnianą Inaugurację Roku Akademickiego 2022/23.
W 2019 roku siedziba NOSPR-U dołączyła do European Concert Hall Organisation. W tym czasie była ona jedyną polską salą koncertową nalężącą do tej grupy wraz z innymi dwudziestoma innymi tego typu instytucjami na kontynencie. W lipcu 2021 roku rozpoczęła się w Wielkiej Sali Koncertowej budowa organów. Ich projektowanie rozpoczęto już w 2017 roku, a dotychczas w Wielkiej Sali Koncertowej znajdowała się atrapa instrumentu. Zaprojektowano organy wysokie na 13 metrów i szerokie na 6 metrów. Ich montaż ukończono we wrześniu 2022 roku.

## Architektura

### Charakterystyka

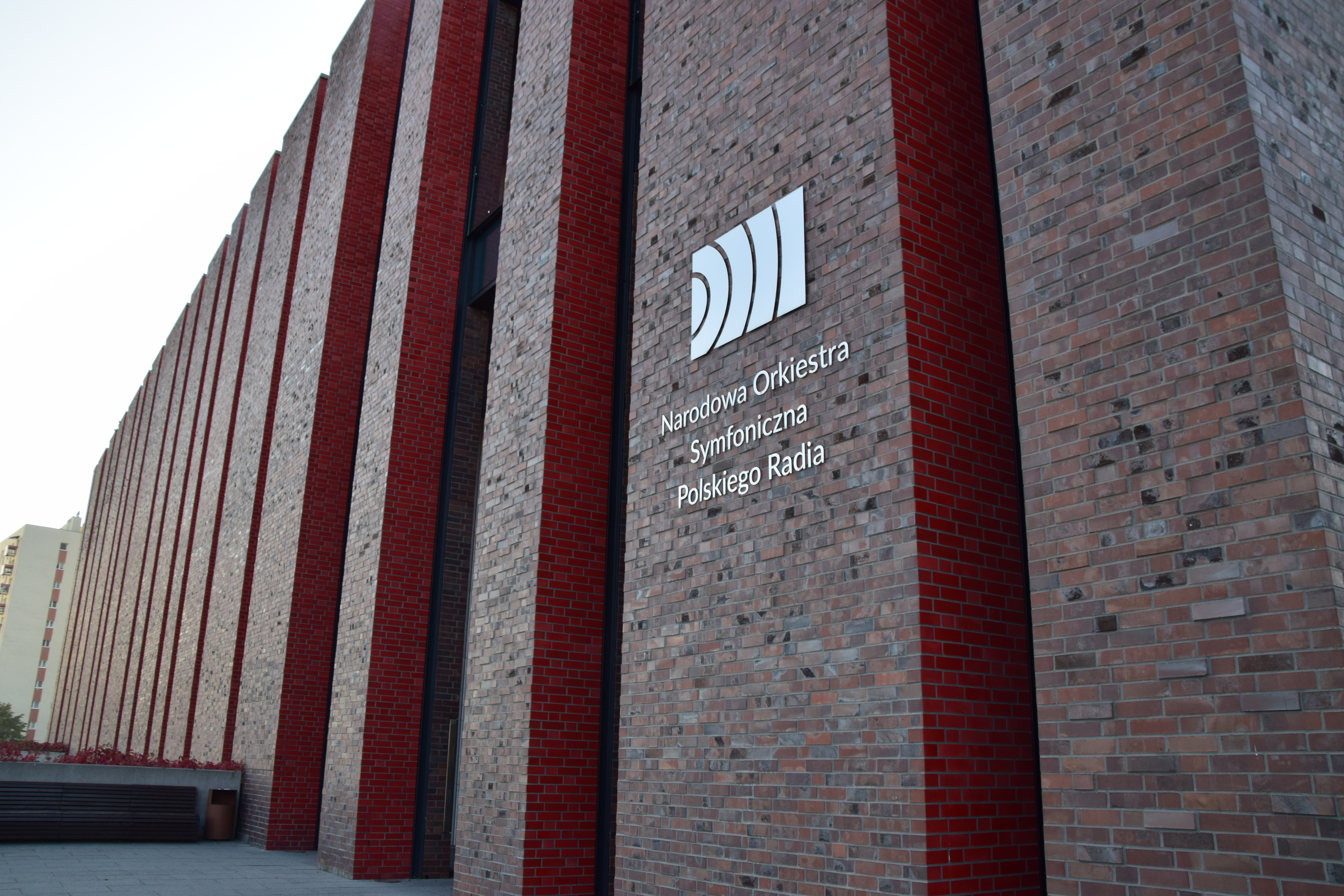
Fragment gmachu NOSPR-u od strony północnej w widocznym logiem Narodowej Orkiestry Symfonicznej Polskiego Radia w Katowicach

Siedziba Narodowej Orkiestry Symfonicznej Polskiego Radia w Katowicach jest największym kompleksem koncertowo-nagraniowym na terenie Polski. Skoncentrowany jest on dla potrzeb muzyki klasycznej, ale daje też możliwość prezentowania w nim innych gatunków muzycznych.
Gmach NOSPR-u powstał na planie prostokąta. Jego długość wraz z budynkiem technicznym wynosi 115 m, a szerokość 61,6 m. Całkowita wysokość gmachu wynosi 28 m. Powierzchnia całkowita obiektu wynosi 35 059 m², powierzchnia użytkowa 25 782 m², powierzchnia zabudowy 7 874 m², zaś kubatura budynku 181 610 m³. Gmach NOSPR-u składa się z trzech oddzielonych konstrukcyjnie części: pięciokondygnacyjnego budynku głównego, siedmiokondygnacyjnego gmachu Wielkiej Sali Koncertowej i dwukondygnacyjnej części technicznej.
Projekt architektoniczny gmachu przygotowała pracownia Konior Studio na czele z architektem Tomaszem Koniorem, zaś projekt instalacji oraz konstrukcji budynku pracownia Buro Happold Engineering.
Gmach NOSPR-u podłączony jest do następujących sieci: elektrycznej średniego napięcia 20kV, wodociągowej, kanalizacyjnej i ciepła technologicznego, zaś sam gmach wyposażony jest także w sieci: elektryczną, okablowania strukturalnego, system alarmu pożarowego, dźwiękową systemu ostrzegawczego, bezpieczeństwa, BMS, kanalizacji deszczowej, sanitarnej i tłuszczowej, odprowadzania skroplin, wody zimnej użytkowej, cyrkulacji ciepłej wody użytkowej, hydrantową, centralnego ogrzewania, ciepła technologicznego, wody lodowej, glikolowego odzysku ciepła, wentylacji bytowej i oddymiającej, napowietrzania klatek schodowych, a także freonowej dla potrzeb urządzeń typu „split” i szaf klimatyzacji precyzyjnej.

### Architektura zewnętrzna

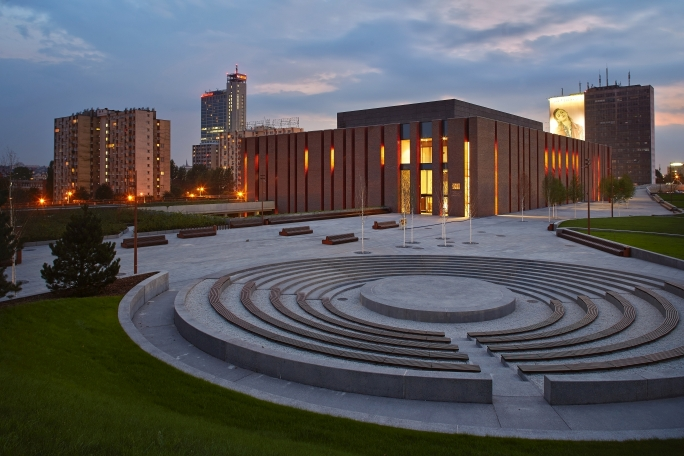
Gmach NOSPR-u widziany od strony północno-wschodniej w porze wieczornej; na pierwszym planie widoczny amfiteatr

Tomasz Konior nadał gmachowi NOSPR-u monumentalna, ale prostą formę, odpowiadającą jego randze jako najważniejszej sali koncertowej w regionie. Dekoracja elewacji zewnętrznej powstała w podobieństwie i nawiązaniu do okien familoków osiedla patronackiego Nikiszowiec. Ma ona także przywoływać skojarzenia z muzyką.
Tworzące gmach filary pokryte są cegłą, we wnękach czerwoną i gładką, zaś na ścianach chropowatą. Do montażu ceglanej elewacji użyto łącznie 611 tys. cegieł, które zostały wypalone w XIX-wiecznym zabytkowym piecu Hoffmana w cegielni Patoka w Panoszowie. W 80 zewnętrznych, ceglanych kominach, pomiędzy którymi znajdują się okna i wejścia, ukryto instalacje techniczne. Szczeliny okienne są różnej szerokości. Powierzchnie elewacji klinkierowej wynosi 11 750 m², zaś przeszkleń gmachu 23 00 m².
Elewacja zewnętrzna w ciągu dnia i nocy prezentuje się inaczej – w pogodne dni promienie słoneczne rysują jasne linie na czarnych ścianach sali koncertowej, zaś po zachodzie słońca światło odbija się z wnętrza budynku pomiędzy filarami elewacji budynku.
Do gmachu prowadzą dwa wejścia: główne od strony placu W. Kilara (po stronie zachodniej) i drugie (od wschodu).
We wrześniu 2015 roku na elewacji gmachu NOSPR-u zainstalowano neon o treści „Narodowa Orkiestra Symfoniczna Polskiego Radia”, a nad nim widnieje logo NOSPR-u.

### Architektura wnętrz i wyposażenie

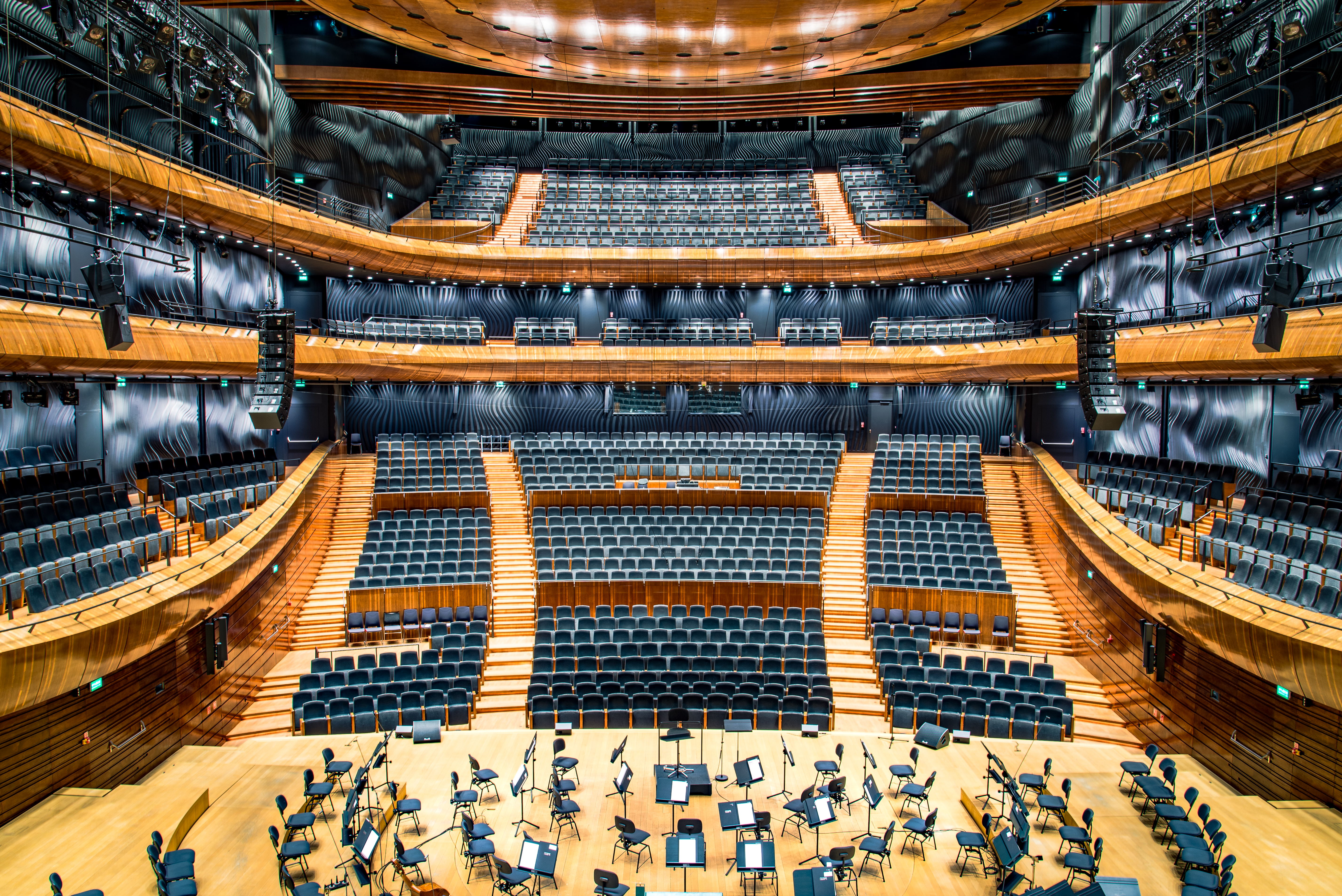
Wnętrze Wielkiej Sali Koncertowej od strony wschodniej

W skład gmachu NOSPR-uchodzą: Wielka Sala Koncertowa z 1 666 stałymi miejscami siedzącymi i 128 miejscami w postaci dostawianych foteli, Sala Kameralna z 283 miejscami siedzącymi, 31 garderób dla muzyków, 4 sale prób sekcyjnych, studio nagrań, 37 toalet ogólnodostępnych, restauracja wraz z zapleczem kuchennym, atrium wraz z kasami biletowymi i dwoma szatniami oraz pomieszczenia biurowe administracji NOSPR-u. Łącznie w gmachu NOSPR-u znajduje się 419 pomieszczeń.
Pośrodku gmachu NOSPR-u zaprojektowano monumentalną bryłę z barwionego betonu, w którym znajduje się Wielka Sala Koncertowa. Do sali prowadzi 14 wejść dla publiczności. We wnętrzu połączono klasyczne rozwiązanie w formie estrady przed widownią i tzw. układu winnicy lokującą widownię dookoła orkiestry. Takie rozplanowanie sali powoduje, iż dźwięk równomiernie rozchodzi się po całej sali i niezależnie od miejsca usytuowania słuchacza są ona słyszane tak samo.
Wielką Salę Koncertową zaprojektowano tak, by mogła swobodnie zmieścić się 120-osobowa orkiestra oraz 100-osobowy chór. System platform umożliwia dowolne profilowanie sceny Wielkiej Sali Koncertowej. W czołowej ścianie Wielkiej Sali Koncertowej umieszczono prospekt organowy, nowe organy w siedzibie NOSPR to jeden z największych instrumentów koncertowych w Europie. Ich budowa zakończyła się we wrześniu 2022 r. Monumentalne organy piszczałkowe złożone są z ponad miliona części. Instrument posiada 105 głosów i dwa stoły gry - stacjonarny o 4 klawiaturach i mobilny z 5 klawiaturami
Drewniane balustrady balkonów wykonane są z drewna brzozowego o ciepłych odcieniach ciągną się płynną linią nad niższymi poziomami, okalając również scenę. Fotele dla obydwu sal zostały skonstruowane także o wytyczne akustyczne. Zostały one wykonane ze sklejki i forniru z czeczoty. Tapicerka siedzisk jest w kolorze srebrzysto-grafitowym i nawiązuje do połyskujących w świetle, falujących ścian sali.
| - Fragment atrium gmachu NOSPR-u - Meble wewnątrz atrium - Fragment atrium; po lewej stronie ściana Wielkiej Sali Koncertowej |

Wielka Sala Koncertowa została otoczona zewnętrznym pierścieniem budynku. Pomiędzy wewnętrzną bryłą Wielkiej Sali Koncertowej a pierścieniem zewnętrznym powstało atrium. Ogólnodostępny pasaż jest otwarty podczas godzin funkcjonowania NOSPR-u.
Projekt wnętrz gmachu także nawiązuje do górnośląskiej tradycji – widziana od strony atrium wewnętrzna część gmachu z salą koncertową ma grafitowo-czarne, szorstkie ściany z surowego betonu, na którym są ślady deskowania. Styl ten ma przypominać bryłę węgla kamiennego bądź ściany jego podkładów. Surowość tej bryły kontrastuje z atrium, w której na ścianach dominuje biel. Nowoczesnego wystroju gmachu dopełniają minimalistyczne meble (krzesła, pufy i stoliki) z wyrazistymi lampami i żyrandolami.
Ważną rolę gmachu odrywa światło – gmach wyposażono w 670 punktów świetlnych, które zmiękczają rysunek wszystkich elementów wnętrza, zaś 500 reflektorów umożliwia wzbogacenie koncertu o dodatkowe efekty wizualne.
W podziemiu gmachu NOSPR-u znajdują się magazyny, rekwizytornie, warsztaty i zaplecze techniczne obiektu, a także parking dla 112 samochodów.
Komunikację pomiędzy wszystkimi przestrzeniami zapewnia trzynaście klatek schodowych, spośród których pięć jest otwartych, natomiast wind jest siedem. Windy są także dostosowane do osób niepełnosprawnych, a także zaprojektowano system wsparcia dla osób niedosłyszących.
| - Fragment klatki schodowej w atrium - Fragment klatki schodowej w atrium - Fragment atrium; w odbiciu lustrzanym widoczna ściana Wielkiej Sali Koncertowej |

### Akustyka

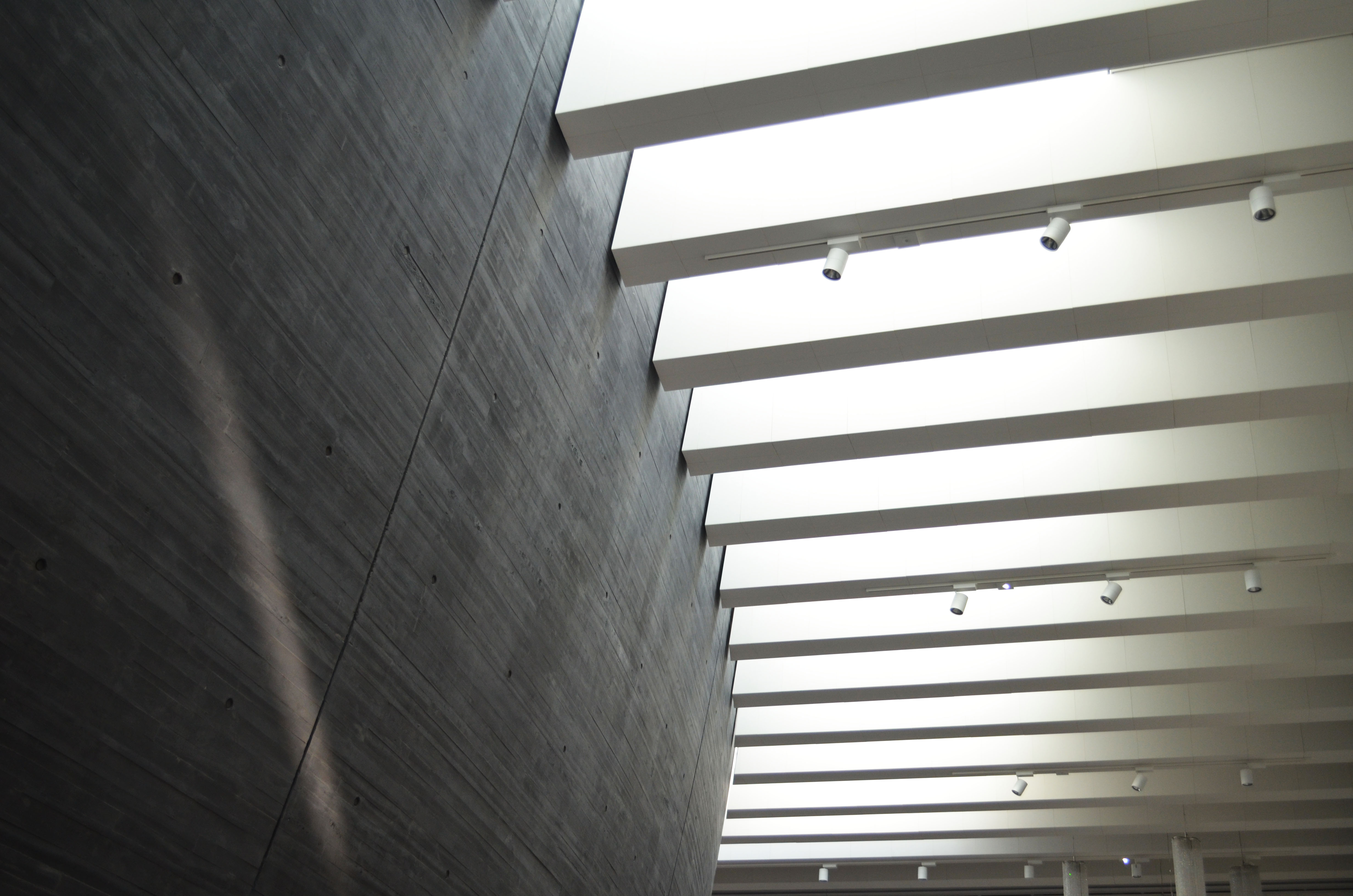
Fragment ściany zewnętrznej Wielkiej Sali Koncertowej, dostosowanej akustycznie dla potrzeb gmachu NOSPR-u

W gmachu zachowano unikatową akustykę oraz skuteczną ochronę przeciwdźwiękową umożliwiającą nagrywanie jednocześnie koncertów w dwóch salach NOSPR-u. Również akustyka poszczególnych garderob została dopasowana uwzględniając charakter różnych grup instrumentów. Sama zaś Wielka Sala Koncertowa stanowi tzw. budynek w budynku, gdyż jest ona samodzielną, odseparowaną od otoczenia bryłą wstawioną w środek ceglanego gmachu NOSPR-u, dzięki czemu, a także poprzez jego budowę z grubych ścian z czarnego betonu nie docierają do niej dźwięki z zewnątrz.
W opracowaniu akustyki siedziby NOSPR-u oraz technologii estradowej i nagraniowej uczestniczyła od początku tworzenia koncepcji pokonkursowej wrocławska Pracownia Akustyczna Kozłowski. Od momentu rozpoczęcia projektu wykonawczego konsultantem akustycznym w zakresie stałej akustyki wnętrza Sali Koncertowej był Yasuhisa Toyota z japońskiej firmy Nagata Acoustics, który zajmował się również realizacją tego typu przedsięwzięć dla najlepszych sal koncertowych na świecie. Specjaliści z japońskiej firmy pracowali m.in. przy projektach takich sal koncertowych, jak: Walt Disney Concert Hall w Los Angeles, Calderwood Performance Hall w Bostonie i Danish Radio Concert Hall w Kopenhadze. Japońscy specjaliści podjęli się pracy przy projekcie NOSPR-u dzięki osobistemu zaangażowaniu Krystiana Zimermana.
Przy projektowaniu akustyki poza symulacjami komputerowymi wykorzystano także istniejące modele akustyczne. W tym celu w hali w Aleksandrowie Łódzkim powstał model siedziby NOSPR-u w skali 1:10, który przyjechał do Katowic w czerwcu 2011 roku. W obliczeniach akustycznych uwzględniono każdy element wpływający na brzmienie, w tym publiczność i materiały, z których sala koncertowa miała wyć wybudowana. Dla każdego miejsca na widowni przeprowadzano także wnikliwe testy słyszalności i widoczności.
Pogłos regulowany jest poprzez system kurtyn, a w odbijaniu dźwięku prócz drewna pomaga także plafon nad sceną i boczne, betonowe ściany o falującej powierzchni.
Do odpowiedniej izolacji akustycznej wykorzystano wełnę skalną – zużyto jej łącznie 8 tys. m², a za jej pomocą dokonano izolacji podłóg, konstrukcji dachowej oraz ścian zewnętrznych.

## Otoczenie

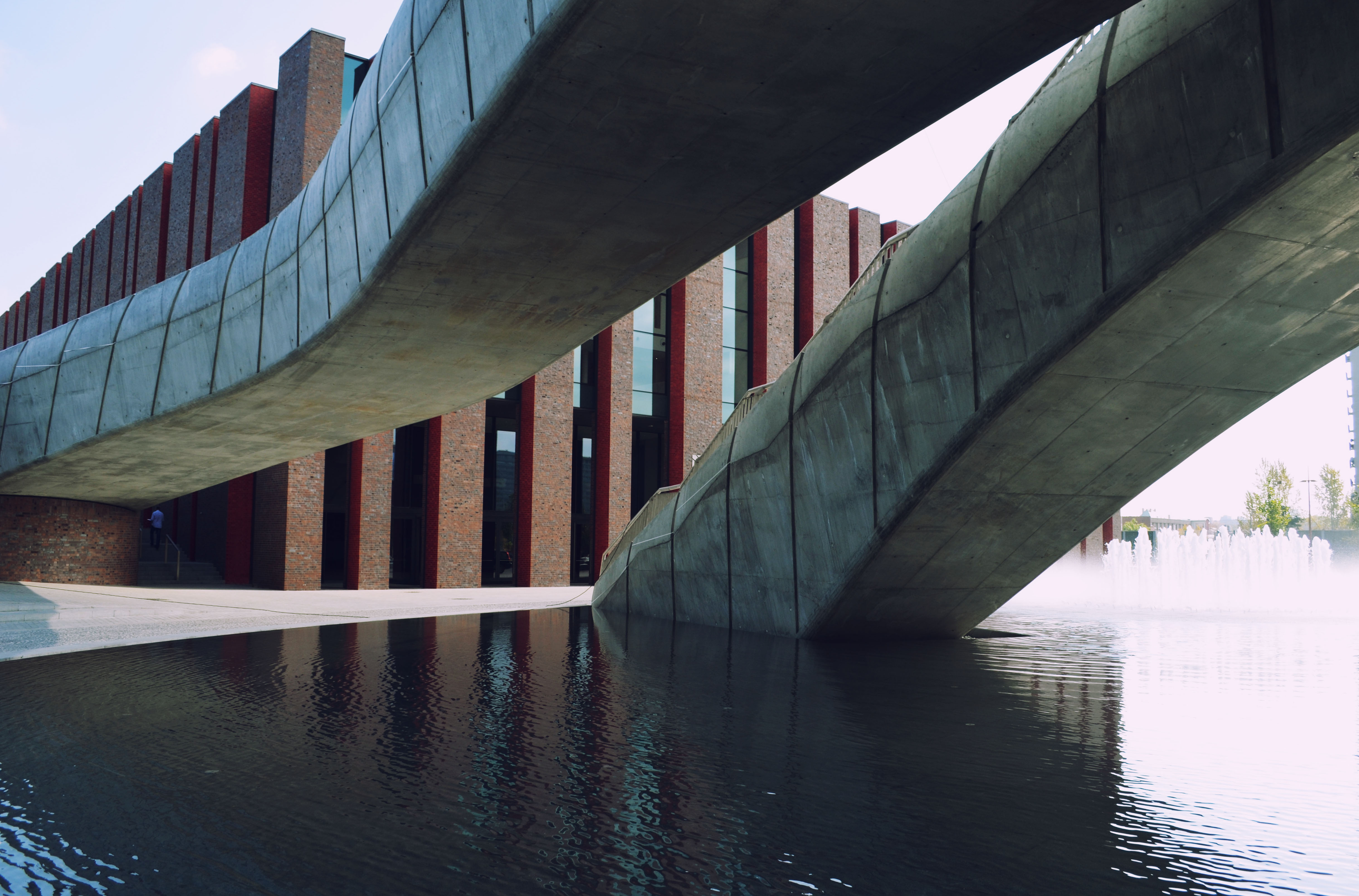
Fragment placu W. Kilara z fontanną na pierwszym planie

Do zaprojektowania całego założenia gmachu NOSPR-u była dostępna spora działka o powierzchni 40 tys. m². Sam budynek zaprojektowano w narożniku działki, aby można było podzielić pozostałą część na wyraźne strefy funkcjonalne: miejski plac wejściowy, budynek i ogród zmysłów z fontanną i zabawkami dźwiękowymi i amfiteatrem.

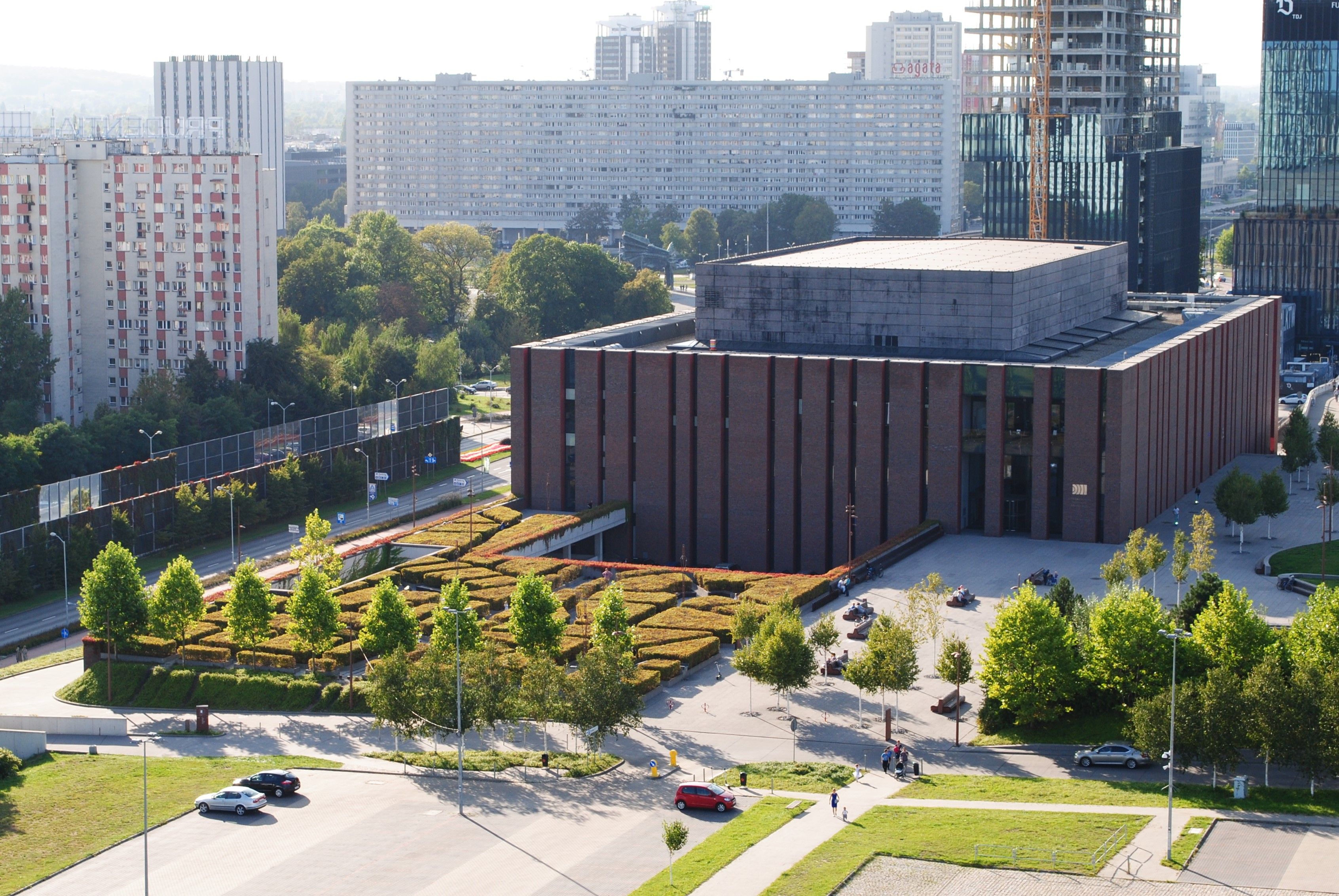
Gmach NOSPR-u widziany z wieży widokowej Muzeum Śląskiego w Katowicach; na pierwszym planie widoczny ogród-labirynt w kształcie planu Katowic z 1926 roku

Plac wejściowy im. Wojciecha Kilara ozdobiony jest kępami drzew i wielką fontanną w kształcie elipsy o głębokości 9 cm, a jej niecka głęboka jest na 65 cm. Brzegi fontanny wykonano z bloków granitowych Padang Dark, zaś nawierzchnię z płyt z tego samego gatunku granitu. Fontannę wyposażono w zespół dysz tryskaczowych oraz w iluminację.
Fontanna na placu wschodnim ma powierzchnię 94,7 m². Nieckę fontanny wykonano w konstrukcji żelbetowej i przykryto nawierzchnią z płyt chodnikowych. Wyposażona jest ona w ciąg dysz oraz instalację oświetlenia, ukształtowanych i zamontowanych w nawierzchni.
Charakterystycznym elementem zagospodarowania terenu wokół NOSPR-u jest roślinny labirynt przedstawiający układ urbanistyczny Katowic z 1926 roku Labirynt ten nasadzono sadzonkami grabu. Nasadzenie tego gatunku zaproponował Krzysztof Penderecki.
Przy nowej siedzibie NOSPR-U powstał park, na którym posadzono około 100 drzew: platany, brzozy himalajskie i wiśnie ptasie. Platany stanowią obramowanie dla wiśni ptasich oraz brzóz himalajskich o bardzo jasnej korze. Wiście ptasie zaś swoją czerwoną korą mają nawiązywać do koloru cegły elewacji NOSPR-u. Na kopcu przy amfiteatrze rośnie dodatkowo sosna czarna. Zastosowano tutaj zaawansowany system nawadniania, odżywiania i napowietrzania drzew ukryty pod ziemią. W parku przy NOSPR-ze nie posadzono natomiast krzewów i bylin ani nie usytuowano rabatek, zostawiając prostotę trawnika i drzew.

## Nagrody i wyróżnienia
- Five Star Award, European Commercial Property Awards w kategorii Public Service (2010)[64][55],
- Nominacja do Nagrody Fundacji Mies van der Rohe (2014)[65][55],
- Nominacja do Nagrody „Polska Architektura XXL” (2014)[55],
- Finalista konkursu „Życie w Architekturze” (2015)[55][66],
- Nagroda Ministra Kultury i Dziedzictwa Narodowego za najlepszą realizację architektoniczną w dziedzinie kultury (2014)[55],
- Nagroda Publiczności tygodnika Polityka – „Najlepszy Obiekt Architektoniczny” (2014)[67][55],
- Nagroda Top Inwestycje Komunalne Grupy PTWP (2015)[55],
- Nominacja do Nagrody Roku SARP (2014)[55],
- Nagroda główna w plebiscycie „Polska Pięknieje – 7 Cudów Funduszy Europejskich” (2015)[68][55],
- Nagroda Towarzystwa Urbanistów Polskich w konkursie na najlepiej zagospodarowaną przestrzeń publiczną (2015)[69][55],
- Nagroda AMS i Towarzystwa Urbanistów Polski w konkursie „Najlepsze zmiany przestrzeni publicznej – przegląd nagrodzonych projektów z okazji 25-lecia transformacji”[55].